# حوض أسماك كامو
حوض أسماك كامو (باليابانية: 加茂水族館، وبالإنجليزية: Kamo Aquarium) هو حوض مائي يقع في مدينة تسوروكا بمحافظة ياماغاتا شمال اليابان. يشتهر الحوض عالميًا بامتلاكه أكبر مجموعة من قنديل البحر المعروضة في العالم.

## التاريخ
افتُتح الحوض لأول مرة عام 1930، لكنه تعرض لأضرار جسيمة خلال الحرب العالمية الثانية، ثم أُعيد افتتاحه لاحقًا بعد الحرب. خلال الثمانينيات والتسعينيات، واجه الحوض أزمة مالية وانخفاضًا في عدد الزوار. لكن مع بداية الألفية الجديدة، أصبح تركيز الحوض منصبًا على قناديل البحر، بفضل جهود الباحث الرئيسي "شيغيهيرو كاواساكي"، مما ساهم في انتشاله من الأزمة.

## قناديل البحر
يُعد حوض أسماك كامو رائدًا عالميًا في تربية وعرض قناديل البحر، حيث يضم أكثر من 60 نوعًا منها. المعرض الرئيسي، المسمى قبة قنديل البحر (Jellyfish Dream Theater)، يعرض آلاف القناديل في خزان دائري كبير يبلغ قطره خمسة أمتار، ويوفّر مشهدًا ضوئيًا مبهرًا للزوار.

## الأبحاث والتعليم
يشارك الحوض في مشاريع بحثية تهدف إلى فهم دورة حياة القناديل وطرق تكاثرها في الأسر. كما ينظم ورش عمل تعليمية للزوار والطلاب، ويُعتبر مرجعًا هامًا في علم الأحياء البحرية المتعلق بقناديل البحر.

## معروضات أخرى
بالإضافة إلى القناديل، يضم الحوض مجموعة متنوعة من الكائنات البحرية المحلية من بحر اليابان، بما في ذلك:
- أسماك نادرة من السواحل الشمالية
- نجم البحر
- خيار البحر
- سلطعونات وأنواع رخويات

## السياحة
يستقطب الحوض مئات آلاف الزوار سنويًا من اليابان وخارجها، خاصة أولئك المهتمين بالتصوير والفن البحري. كما يضم متجرًا للهدايا ومقهى يقدّم أطباقًا فريدة تحتوي على قناديل البحر، مثل آيس كريم قناديل البحر.

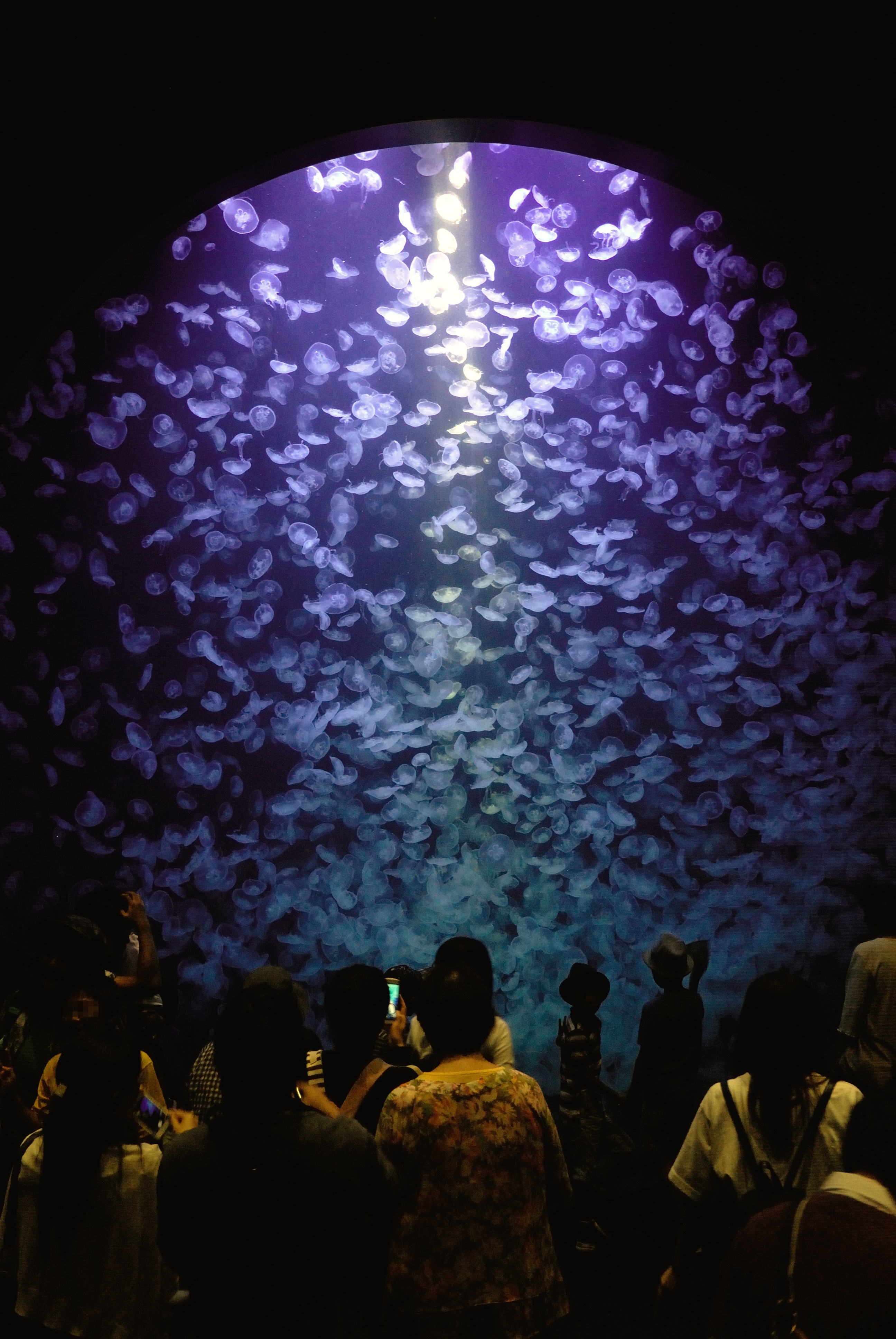